# Gabrovčec
Gabrovčec este o localitate din comuna Ivančna Gorica, Slovenia, cu o populație de 170 de locuitori.